# ظاهر (یمن)
 ظاهر  به عربی ( الظّاهر ) دهستان بزرگی از توابع استان عَمران در کشور یمن و در شبه جزیره عربستان واقع می‌باشد. دهستان  ظاهر  در عزلهٔ (بنی سعد) واعمال (خولان) واقع شده‌است.

## جمعیت
جمعیت این دهستان در حدود ۴۷۴ نفر می‌باشد. ساکنان این دهستان از اهل سنت از شاخه شافعی هستند یعنی از پیروان امام محمد ادریس شافعی هستند و بزبان عربی تکلم می‌کنند.
مؤرخ مشهور یمن (الحجری) می‌نویسد:  الظّاهر  
شامل مناطق:  خَمِر  و  صُریم  و  یَشیع  و 
 العقیلی  می‌باشد. همچنین می‌افزاید که در  الظّاهر  آثار تاریخی گوناگونی نیز وجود دارد.

## منبع
- المقحفی، ابراهیم، احمد ، (مُعجَم المُدُن وَالقَبائِل الیَمَنِیَة) ، منشورات دار الحکمة، صنعاء، چاپ پنجم، وانتشار سال ۱۹۸۵ میلادی به (عربی).